# Halterofilismo nos Jogos Olímpicos de Verão de 2016 - Até 63 kg feminino
A competição da categoria até 63 kg feminino do halterofilismo nos Jogos Olímpicos de Verão de 2016 foi realizada no dia 9 de agosto no Pavilhão 2 da Riocentro.

## Calendário
Horário local (UTC-3)
| Dia         | Horário | Fase    |
| ----------- | ------- | ------- |
| 9 de agosto | 12:30   | Grupo B |
| 9 de agosto | 15:30   | Grupo A |

## Recordes
Antes desta competição, os recordes mundiais e olímpicos da prova eram os seguintes:
| Recorde mundial  | Arranque  | RUS Svetlana Tsarukaieva | 117 kg | Paris, França           | 8 de novembro de 2011  |
| Recorde mundial  | Arremesso | CHN Deng Wei             | 146 kg | Houston, Estados Unidos | 25 de novembro de 2015 |
| Recorde mundial  | Total     | TPE Lin Tzu-chi          | 261 kg | Incheon, Coreia do Sul  | 23 de setembro de 2014 |
| Recorde olímpico | Arranque  | BLR Hanna Batsiushka     | 115 kg | Atenas, Grécia          | 18 de agosto de 2004   |
| Recorde olímpico | Arremesso | UKR Natalia Skakun       | 135 kg | Atenas, Grécia          | 18 de agosto de 2004   |
| Recorde olímpico | Total     | CHN Chen Xiaomin         | 242 kg | Sydney, Austrália       | 19 de setembro de 2000 |

Depois da competição, novos recordes foram estabelecidos:
| Arremesso | 138 kg | CHN Deng Wei     | Recorde olímpico |
| Total     | 253 kg | CHN Deng Wei     | Recorde olímpico |
| Arremesso | 143 kg | PRK Choe Hyo-sim | Recorde olímpico |
| Arremesso | 147 kg | CHN Deng Wei     | ,                |
| Total     | 262 kg | CHN Deng Wei     | ,                |

## Medalhistas
| Ouro   | CHN Deng Wei         |
| Prata  | PRK Choe Hyo-sim     |
| Bronze | KAZ Karina Goricheva |

## Resultados
Participaram do evento 14 halterofilistas.
| Pos.              | Halterofilista           | Grupo | Peso corporal | Arranque (kg) | Arranque (kg) | Arranque (kg) | Arranque (kg) | Arresesso (kg) | Arresesso (kg) | Arresesso (kg) | Arresesso (kg) | Total |
| Pos.              | Halterofilista           | Grupo | Peso corporal | 1             | 2             | 3             | Resultado     | 1              | 2              | 3              | Resultado      | Total |
| ----------------- | ------------------------ | ----- | ------------- | ------------- | ------------- | ------------- | ------------- | -------------- | -------------- | -------------- | -------------- | ----- |
| Medalha de ouro   | CHN Deng Wei             | A     | 62.34         | 108           | 112           | 115           | 115           | 138            | 147            | –              | 147            | 262   |
| Medalha de prata  | PRK Choe Hyo-sim         | A     | 62.17         | 105           | 109           | 111           | 105           | 135            | 138            | 143            | 143            | 248   |
| Medalha de bronze | KAZ Karina Goricheva     | A     | 62.66         | 107           | 107           | 111           | 111           | 132            | 137            | 137            | 132            | 243   |
| 4                 | COL Mercedes Pérez       | A     | 62.74         | 100           | 104           | 104           | 104           | 125            | 130            | 137            | 130            | 234   |
| 5                 | MEX Eva Gurrola          | A     | 62.60         | 97            | 100           | 100           | 100           | 120            | 125            | 125            | 120            | 220   |
| 6                 | ITA Giorgia Bordignon    | A     | 62.75         | 94            | 98            | 98            | 98            | 115            | 119            | 123            | 119            | 217   |
| 7                 | EGY Esraa El-Sayed       | B     | 61.98         | 93            | 97            | 100           | 100           | 112            | 116            | 118            | 116            | 216   |
| 8                 | CUB Marina Rodríguez     | B     | 62.20         | 87            | 91            | 94            | 94            | 117            | 121            | 123            | 121            | 215   |
| 9                 | JPN Namika Matsumoto     | B     | 62.86         | 90            | 94            | 95            | 90            | 107            | 111            | 115            | 115            | 205   |
| 10                | FIN Anni Vuohijoki       | B     | 62.26         | 85            | 88            | 89            | 85            | 104            | 107            | 113            | 107            | 192   |
| 11                | ARG Joana Palacios       | B     | 62.95         | 80            | 83            | 86            | 83            | 101            | 102            | 107            | 107            | 190   |
| 12                | MAD Vania Ravololoniaina | B     | 61.91         | 75            | 80            | 85            | 85            | 95             | 100            | 100            | 100            | 185   |
| 13                | TUR Mehtap Kurnaz        | B     | 62.16         | 78            | 81            | 83            | 81            | 100            | 103            | 105            | 100            | 181   |
| –                 | THA Siripuch Gulnoi      | A     | 62.56         | 105           | 108           | 110           | 108           | 132            | 132            | 132            | DNF            | DNF   |

Legenda
| Recorde mundial      | Recorde mundial (World record)               |                       | Recorde africano                      | Recorde africano (African) |                                           | Q | Classificado por posição (Qualified) |
| Recorde olímpico     | Recorde olímpico (Olympic record)            | Recorde da América    | Recorde da América (Americas)         | q                          | Classificado por melhor tempo (Qualified) |   |                                      |
| Melhor marca do ano  | Melhor marca do ano (World leading)          | Recorde asiático      | Recorde asiático (Asian)              | DNS                        | Não largou (Did not start)                |   |                                      |
| Recorde nacional     | Recorde nacional (National record)           | Recorde europeu       | Recorde europeu (European)            | DNF                        | Não terminou (Did not finish)             |   |                                      |
| Recorde pessoal      | Recorde pessoal do atleta (Personal best)    | Recorde da Oceania    | Recorde da Oceania (Oceania)          | DSQ / DQ                   | Desclassificado (Disqualified)            |   |                                      |
| Recorde da temporada | Recorde da temporada do atleta (Season best) | Recorde sul-americano | Recorde sul-americano (South America) | NM                         | Sem marca (No mark)                       |   |                                      |